# Лёчин, Боги
Боги Абрахамсон Лёчин (фар. Bogi Abrahamson Løkin; 22 октября 1988, Фарерские острова) — фарерский футболист, полузащитник клуба «Фуглафьёрдур». Выступал в сборной Фарерских островов.

## Карьера

### Клубная
С 2005 года выступает в составе клуба «НСИ Рунавик» из города Рунавик. В 2007 году, в составе команды, стал чемпионом Фарерских островов и обладателем Суперкубка.

### В сборной
В составе главной национальной сборной Фарерских островов выступает с 2008 года, успев сыграть в 6 матчах и забить 1 гол 11 октября 2008 года в домашнем матче отборочного турнира к чемпионату мира 2010 года против сборной Австрии, этот гол стал первым для фарерцев в розыгрыше ЧМ и помог добыть также первое в турнире очко, поскольку игра завершилась вничью 1:1.

## Достижения
- Чемпион Фарерских островов: 2007
- Обладатель Суперкубка Фарерских островов: 2007

## Личная жизнь
Боги является сыном фарерского футболиста, игрока сборной Абрахама Лёчина.